# Кардстон (Алберта)
Кардстон (енгл. Cardston) је варош на крајњем југу канадске провинције Алберта и део је статистичке регије Јужна Алберта. Налази се на око 25 км северно од државне границе са америчком савезном државом Монтана, на 77 км југозападно од града Летбриџа и око 234 км јужно од Калгарија. Око 40 км западно од вароши налази се национални парк Вотертон Лејкс.
Насеље су 1887. основали мормонски досељеници из Јуте.
Према резултатима пописа становништва из 2011. у варошици је живело 3.580 становника у 1.322 домаћинства, што је повећање од 3,7% у односу на попис из 2006. када су регистрована 3.452 житеља.
Мањи аеродром налази се на око 7,5 км југоисточно од вароши.

## Становништво
| 2006. | 2011. |
| ----- | ----- |
| 3.452 | 3.580 |